# Vincent Winter
Vincent Winter (Aberdeen, 29 de dezembro de 1947 - Chertsey, 2 de novembro de 1998) foi um ator escocês. Ele ganhou um Oscar Juvenil aos 7 anos de idade por sua performance em Pequenos Raptores (1953).

## Filmografia
| Ano  | Filme                                              | Papel               | Nota(s)                              |
| ---- | -------------------------------------------------- | ------------------- | ------------------------------------ |
| 1953 | The Kidnappers (título EUA: The Little Kidnappers) | Davy                | Oscar Juvenil                        |
| 1955 | The Dark Avenger                                   | John Holland        | conhecido como The Warriors (EUA)    |
| 1956 | A Day of Grace                                     | Ian                 |                                      |
| 1957 | Time Lock                                          | The Boy             |                                      |
| 1959 | Beyond This Place                                  | Paul Mathry, Aged 6 | conhecido como Web of Evidence (EUA) |
| 1959 | The Bridal Path                                    | Neil                |                                      |
| 1961 | Gorgo                                              | Sean                |                                      |
| 1961 | Greyfriars Bobby: The True Story of a Dog          | Tammy               |                                      |
| 1962 | Almost Angels                                      | Tony Fiala          | conhecido como Born to Sing (EUA)    |
| 1963 | The Horse Without a Head                           | Fernand             |                                      |
| 1964 | The Three Lives of Thomasina                       | Hughie Stirling     | (último filme)                       |